# Japljeva Biblija
Japljeva Biblija je tretji celoten prevod Svetega pisma v slovenščino. Delo so opravljali Jurij Japelj in njegovi sodelavci na pobudo ljubljanskega škofa Karla J. Herbersteina. Prevod je izšel v enajstih zvezkih (Stara zaveza v devet, Nova zaveza v dveh) v letih od 1784 do 1802. Najprej je sodeloval pri delu tudi Blaž Kumerdej kot lektor.
Japljeva Biblija je prispevala k nadaljnjemu razvoju in dopolnitvi slovenskega knjižnega jezika, čeprav sodobniki niso bili popolnoma zadovoljni z Japljevim prevodom.
Napake in pomanjkljivosti Japljave Biblije so bile pozneje popravljene, ko so izdali tretji celoten prevod, t. i. Wolfovo Biblijo.

## Ozadje
Protestantska biblija Jurja Dalmatina je bila v rabi še v 18. stoletju, vendar je njen jezik zastarel.
Marko Pohlin je načrtoval prevesti celo Sveto pismo, vendar mu škof Herberstein ni dovolil tega dela, ampak ga je prepustil Japlju.

## Prevod
Program je podpiral odličen pedagog Blaž Kumerdej. Kmalu so se pridružili tudi drugi prevajalci, ki so bili katoliški duhovniki in redovniki:
- Modest Šraj
- Jožef Rihar
- Jožef Škrinar
- Anton Traven
- Janez Debevec.

Prevedli so po latinski Vulgati.
Delo ni bilo brez težav. Japelj, ki je užival popolno zaupanje škofa Herbersteina, se je močno vmešal v delo svojih sodelavcev. Zaradi Japljeve samovoljnosti je naraščalo nasprotovanje s strani sodelavcev ter je tudi Kumerdej zapustil program (1787) in se preselil v Celje in več ni sodeloval.
Japelj je imel velik prispevek v prevodu Nove zaveze in prvem delu Stare zaveze.
Leta 1787 je umrl škof Herberstein in je prenehala Japljeva nedotakljivost. Sodelvci so se izrekli proti njegovi samovolji in so mu zamerili teološke pomanjkljivosti. Tudi so podvomili o njegovem jezikovnem čutu, ker se je glasosolvno sledil stari Dalmatinovi Bibliji in uporabil dokaj veliko tujih (zlasti nemških) izrazov.
Japelj je popustil pritisku in je nastal Škrinar voditelj programa. Drugi ponatis Nove zaveze se je objavil brez Japljevega imena. Nemške izraze so Škrinar, Debevec in Valentin Vodnik nadomestili s slovenskimi besedami.
Čeprav je Japljeva Biblija pomembno delo slovenske književnosti, so jo sodobniki velikokrat kritizirali. Jernej Kopitar jo je primerjal s prekmurskim Nouvim Zákonom Štefana Küzmiča in je rekel, da je Küzmičev prevod veliko boljši od Japljevega. Tudi so manjkale opombe in razlage pri težjih in umljivih mestih, kar zahtevajo cerkveni predpisi.
Literarni zgodovinar Alfonz Gspan je sodil, da Japljev prevod jezikovno ni neoporečen, vendar pomeni pomemben korak v razvoju knjižnega jezika. Prevod se naslanja na knjižno normo, ki se je izoblikovala iz dolenjskega narečja, hkrati pa upošteva nekatere gorenjske prvine. Japelj in Kumerdej sta pomnožila besedni zaklad in nakazala razvojno smer, zato je pomen Japljeve Biblije podoben pomenu Dalmatinove Biblije.